# Toronto Marlies
Los Toronto Marlies son un equipo profesional de hockey sobre hielo profesional canadiense de la American Hockey League (AHL). Como los mejores afiliados de los Toronto Maple Leafs de la Liga Nacional de Hockey (NHL). Los Marlies juegan en el Ricoh Coliseum en Toronto, Ontario, Canadá.

## Los jugadores actuales

### Porteros
- Joey MacDonald

- James Reimer

### Defensor
- Ryan Satokes

- Phil Oreskovic

- Josh Engel

- Drew Paris

- Jesse Blacker

- Brennan Evans

- Simon Gysberg

- Keith Aulie

- Juraj Mikus

- Jonas Frogren

### Atacantes
- Tim Brent

- Darryl Boyce

- Jamie Devane

- Ryan Hamilton

- Andre Deveaux

- Robert Slaney

- Richard Greenop

- Ben Ondrus

- Kyle Rogers

- Philippe Paradis

- Jay Rosehill

- Alex Foster

## Capitán
- Marc Moro (2005-presente)

## Entrenador
- Paul Maurice (2005-2006)

- Greg Gilbert (2006-presente)

## Récord de Franquicia
- Goles: 36 John Pohl (2005-06)
- Asistencias: 47 Bates Battaglia (2005-06)
- Puntos: 75 John Pohl (2005-06)
- Pena de Actas: 215 Kris Newbury (2005-06)
- Promedio de goles recibidos: 3,04 Jean-Sebastien Aubin (2005-2006)
- Porcentaje Ahorro: 90,3% Jean-François Racine (2005-06)

## Todas las temporadas
- Goles: 36 John Pohl
- Asistencias: 47 Bates Battaglia
- Puntos: 75 John Pohl
- Pena de Actas: 215 Kris Newbury
- Guardian victoria: 19 Jean-Sebastien Aubin y Jean-François Racine
- Blanqueadas: 2 Jean-Sebastien Aubin
- La Mayoría de partidos jugados: 79 Brad Leeb y Bates Battaglia

- Datos: Q278957
- Multimedia: Toronto Marlies / Q278957